# Leucoedema
O Leucoedema é considerado uma condição hereditária clinicamente representada por uma área esbranquiçada difusa na mucosa bucal. É diagnosticada pelo exame físico de rotina, através de manobras clínicas, quando, ao se distender a mucosa, desaparece quase totalmente, retornando sua coloração normal após seu relaxamento, fato este que não ocorre com outras lesões brancas.
Ocorre na mucosa jugal bilateralmente, apresentando coloração difusa, opaca ou branco-acinzentada com maior incidência nos indivíduos melanodermas e, mais raramente, nos leucodermas.
Essa condição não tem nenhuma conotação patológica, e é considerada apenas uma variação da normalidade, não necessitando de exames complementares para seu diagnóstico final e nem tratamento.

## Causas
A etiologia do Leucoedema ainda permanece desconhecida, mas a predisposição genética é uma probabilidade muito sustentada por dentistas e patologistas. 
Outras associações existentes são a maior probabilidade de desenvolvimento em pacientes tabagistas e pessoas que possuem o hábito de mascar o tabaco, nesses casos, o Leucoedema se torna menos visível quando o hábito é abandonado.

## Diagnóstico diferencial
O diagnóstico diferencial pode incluir líquen plano e leucoplasia, nivus branco esponjoso.